# 伊闊利蒂 (伊利諾伊州)
伊闊利蒂（英語：Equality）是位於美國伊利諾伊州加拉廷縣的一個村落。

## 地理
伊闊利蒂的座標為37°44′11″N 88°20′40″W / 37.73639°N 88.34444°W，而該地最高點為海拔高度126米（即413英尺）。

## 人口
根據2010年美國人口普查的數據，伊闊利蒂的面積為2.35平方千米，當中陸地面積為2.31平方千米，而水域面積為0.04平方千米。當地共有人口595人，而人口密度為每平方千米253人。